# رودي خير الله
رودي خير الله (19 يوليو 1994 بسنغافورة - ) هو لاعب كرة قدم سنغافوري في مركز حراسة المرمى. شارك مع منتخب سنغافورة تحت 23 سنة لكرة القدم. أما مع النوادي، فقد لعب مع يانج لايونز ونادي غومباك يونايتد.

## روابط خارجية
- رودي خير الله على موقع قاعدة بيانات كرة القدم.إي يو (الإنجليزية)
- رودي خير الله على موقع Soccerway.com (الإنجليزية)